# Jean-Baptiste Lully (mladší)
Jean-Baptiste Lully (6. srpna 1665 Paříž – 9. března 1743 Paříž), byl francouzský hudební skladatel, druhý syn Jeana-Baptiste Lullyho. Narodil se a zemřel v Paříži.

## Život
Roku 1696 se stal surintendantem královské hudby (surintendant de la musique du roi), spolu s Michelem Richardem Delalandem (až do roku 1719).

## Dílo
- Orphée (opera – tragédie lyrique ve spolupráci s bratrem Louisem, 1690)
- Le Triomphe des brunes (1695)